# Місія ООН з установлення фактів конфлікту в Секторі Гази

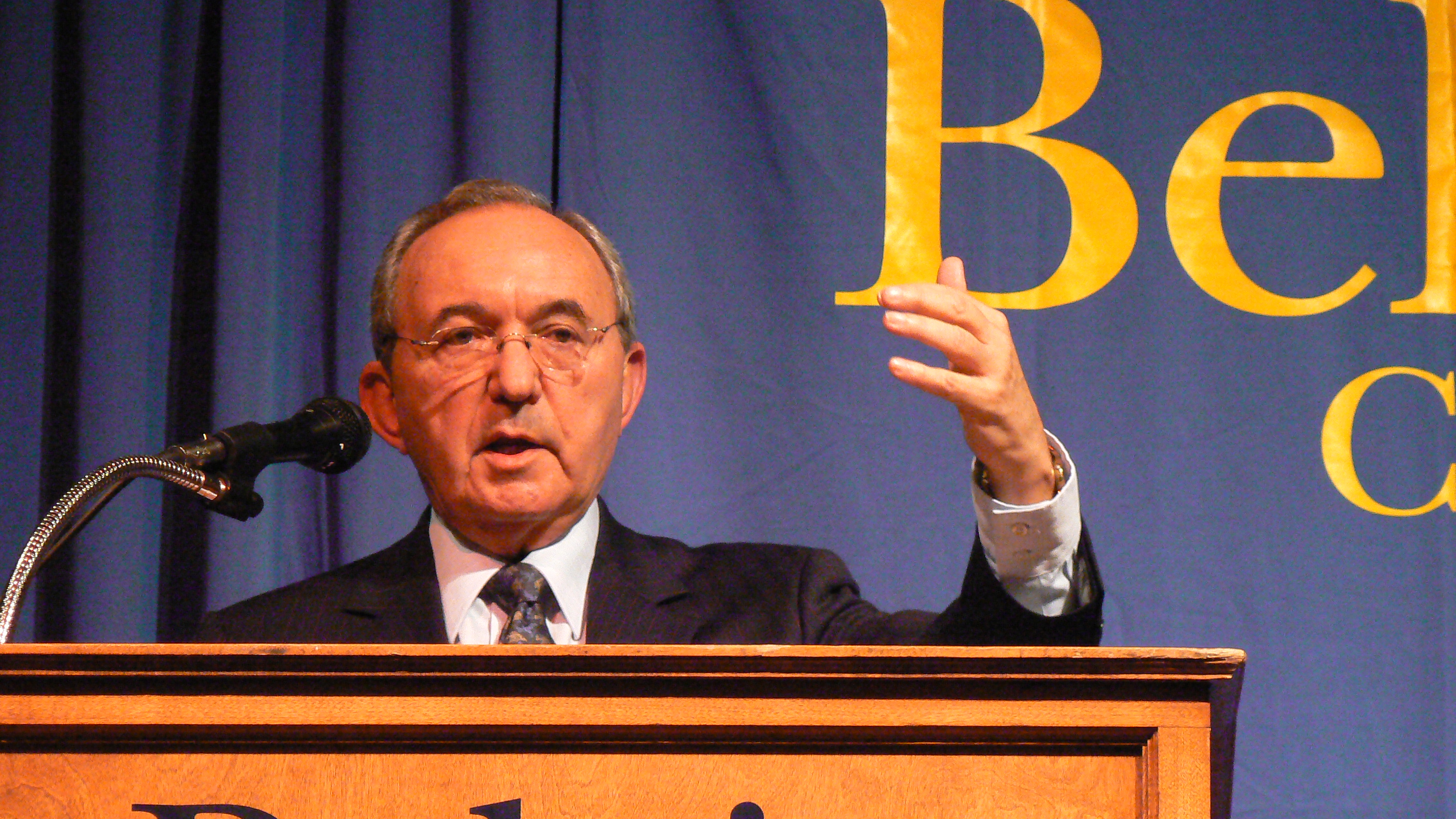
Голова місії ООН Річард Голдстоун.

Місія ООН з встановлення фактів конфлікту в Секторі Гази  — місія Організації об'єднанних націй, створена Радою ООН з прав людини (UNHRC) для встановлення фактів порушення міжнародних гуманітарних законів та прав людини під час війни у Секторі Гази у 2008-2009 роках. 

## Створення та діяльність місії ООН
12 січня 2009 року на дев'ятій спеціальній сесії Комітетом було ухвалено Резолюцію S-9/1. Вона передбачала термінове міжнародне незалежне розслідування фактів всіх порушень Міжнародного права з прав людини та Міжнародного гуманітарного права Ізраїлем проти палестинців на окупованих палестинських територіях, особливо в Секторі Гази. Місія була заснована 3 квітня 2009 року президентом Ради ООН з прав людини південноафриканським суддєю Річардом Голдстоуном і доповідь місії у пресі відповідно отримала назву Доповідь Голдстоуна. 
Висновки комісії та доповідь були опубліковані 15 вересня 2009 року, у яких висувалися звинувачення на адресу Ізраїлю та палестинських боєвиків у скоєнні військових злочинів і можливо навіть злочинів проти людяності. У доповіді, зокрема, рекомендувалося сторонам конфлікту провести відкрите розслідування їх власної поведінки. У разі відмови від власного розслідування комісія рекомендувала передати справу до Міжнародного кримінального суду. У свою чергу, уряд Ізраїлю піддав цю доповідь гострій критиці, як упереджену та з великою кількістю помилок. Палестинське угруповання ХАМАС, яке знаходилося при владі у секторі Газа, спочатку заперечувало висновки доповіді, але пізніше закликало держави світу підтримати їх.

## Реакція на доповідь місії
Доповідь Голдстоуна викликала неоднозначну реакцію і піддавалася критиці, зокрема з боку уряду Сполучених Штатів та у провідних світових аналітичних публікаціях. Деякі міжнародні експерти стверджували, що доповідь мала серйозні недоліки, викликані, на їх думку, упередженнями які існують стосовно Ізраїлю в ООН. Інші мжнародні організації, такі як Організація ісламська конференція, Ліга арабських держав, Рух неприєднання (що складається з 118 країн), а також «Міжнародна амністія» та «Human Rights Watch», підтримували висновки комісії очолюваній Річардом Голдстоуном і наполягали на виконанні рекомендацій місії. Деякі інші, зокрема, певні уряди європейських держав та ізраїльська неурядова організація Бецелем, схилялися до думки, що навіть з недоліками у доповіді, її висновки та звинувачення не повинні залишитися поза уваги світового співтовариства. Ізраїльський уряд та деякі про-ізраїльські організації, у свою чергу, наполягали на тому, що у доповіді містилися численні неправдиві дані, правові помилки, методологічні недоліки і подвійні стандарти.
16 жовтня 2009 року Рада ООН з прав людини схвалила резолюцію у якій підтримала доповідь Голдстоуна, а 4 листопада 2009 року Генеральна Асамблея Організації Об'єднаних Націй на своєму засіданні схвалила (необов'язкову) резолюцію, яка закликала провести незалежні розслідування учасниками конфлікту звинувачень у військових злочинах описаних у доповіді. Обидві резолюції отримали широку підтримку серед членів ООН з ісламських країн та країн руху неприєднання; у той самий час багато західних держав або утрималися або голосували проти резолюції, в тому числі і Україна.